# Ordine di Sant'Olga
Con il nome di Ordine di Sant'Olga si intendono diversi ordini cavallereschi esistenti ed esistiti in Europa.

## Storia
Il primo Ordine di Sant'Olga venne fondato il 6 marzo 1913 per merito dello zar Nicola II di Russia come decorazione per sole donne, ma cessò di esistere con il crollo della monarchia russa nel 1917.
Tale ordine si rifaceva all'antico culto di Sant'Olga († 969), santa molto venerata a Kiev, che introdusse il culto cristiano in Russia a partire dal 998 attraverso il nipote, il Gran Principe Vladimiro I di Kiev.
L'Ordine fu soppresso dopo la rivoluzione russa del 1917. L'eredità di questo ordine è stata raccolta dal Patriarcato di Mosca che attualmente conferisce l'Ordine Apostolico di Sant'Olga, sempre come decorazione di merito femminile. La I Classe viene concessa unicamente alle donne capo di Stato e la prima donna ad essere ammessa a questa classe fu Vaira Vīķe-Freiberga, presidente della Lituania.
Nel 1936 fu fondato da re di Grecia Giorgio II l'Ordine di Sant'Olga e Santa Sofia, tratto direttamente dall'antico ordine russo di Sant'Olga ma adattato dalla casata regnante di Grecia alle esigenze dell'ortodossia del Paese.
Esso è suddiviso in: 
- Dama di Gran Croce o di I Classe
- Dama di II Classe
- Dama di III Classe
- Dama di IV Classe